# 西城镇 (克山县)
西城镇，是中华人民共和国黑龙江省齐齐哈尔市克山县下辖的一个乡镇级行政单位。

## 行政区划
西城镇下辖以下地区：
民安社区、西城村、心合村、同立村、联西村、自治村、胜发村、联众村、英民村和兴胜村。